# Cidaphus paniscoides
Cidaphus paniscoides är en stekelart som först beskrevs av William Harris Ashmead 1892.  Cidaphus paniscoides ingår i släktet Cidaphus och familjen brokparasitsteklar. Inga underarter finns listade i Catalogue of Life.